# Siegfried (Hainichen)
Siegfried ist eine zum Ortsteil Riechberg der Großen Kreisstadt Hainichen gehörige Siedlung im Landkreis Mittelsachsen in Sachsen. Sie wurde zusammen mit Riechberg am 1. Januar 1994 eingemeindet.

## Geographie

### Geographische Lage
Siegfried befindet sich südöstlich von Riechberg und dem Zentrum der Stadt Hainichen an einem Zufluss der Großen Striegis. Auf dem anderen Ufer der Großen Striegis befindet sich die zu Bräunsdorf gehörige Siedlung Zechendorf.

### Nachbarorte
| Riechberg |                                             |                           |
|           | Kompassrose, die auf Nachbargemeinden zeigt | Bräunsdorf mit Zechendorf |
|           | Wingendorf                                  |                           |

## Geschichte
Die Siedlung Siegfried wurde um 1720 als Bergarbeitersiedlung in der Gemarkung Riechberg gegründet und wird daher oft auch als Riechberger Siegfried bezeichnet. Bereits 1703 war auf dem östlichen Ufer der Großen Striegis die zu Bräunsdorf gehörige Bergarbeitersiedlung Zechendorf gegründet worden. Benannt wurde Siegfried nach der ersten, 1715 errichteten, Fundgrube Siegfried. Das Siegfrieder Bergrevier wurde 1814 mit dem Bräunsdorfer Revier vereinigt. 1864 wurde der Bergbau stillgelegt, wobei noch zahlreiche Halden als Zeugen der Vergangenheit davon zeugen.
Die Große Striegis bei Siegfried bildete über Jahrhunderte eine Verwaltungsgrenze. Während das zu Bräunsdorf gehörige Zechendorf am Ostufer zum Kreisamt Freiberg gehörte, unterstand das am Westufer gelegene Siegfried in der Gemarkung Riechberg bis 1856 als dem kursächsischen bzw. königlich-sächsischen Amt Nossen. Ab 1856 gehörte Siegfried zum Gerichtsamt Hainichen und ab 1875 zur Amtshauptmannschaft Döbeln, welche 1939 in Landkreis Döbeln umbenannt wurde.
Mit der ersten Kreisreform in der DDR kam Siegfried als Teil der Gemeinde Riechberg im Jahr 1950 zunächst zum Landkreis Flöha. Mit der zweiten Kreisreform in der DDR wurde die Gemeinde Riechberg im Jahr 1952 dem Kreis Hainichen im Bezirk Chemnitz (1953 in Bezirk Karl-Marx-Stadt umbenannt) angegliedert. Seit 1990 gehörte Riechberg mit Siegfried zum sächsischen Landkreis Hainichen, der 1994 im Landkreis Mittweida und 2008 im Landkreis Mittelsachsen aufging. Am 1. Januar 1994 wurde Riechberg mit Siegfried nach Hainichen eingemeindet.